# Popping

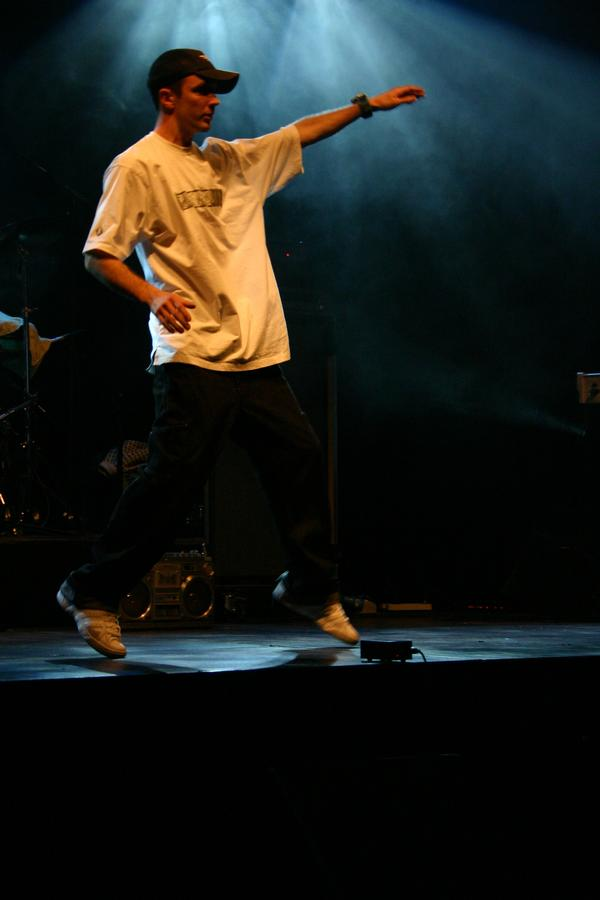

O popping é um estilo de dança urbana e um estilo de dança funk original, criada na cidade de Fresno (Califórnia) na década de 1970 por Sam Solomon (Boogaloo Sam), baseado na técnica de contrair e relaxar os músculos rapidamente para causar um empurrão no corpo do dançarino, referido como um pop ou uma batida. Isto é feito continuamente ao ritmo de uma música em conjunto com vários movimentos e poses.Popping é também usado como um termo para um grupo de dança com estilos e técnicas frequentemente integradas ao popping para criar mais variedade de apresentações (performance).

## Notáveis poppers
Os dançarinos de popping são chamados de poppers.
- Salah Benlemqawanssa[2]
- Sam Solomon (Boogaloo Sam)